# Станіслав Урбан
Станіслав Урбан (пол. Stanisław Urban, 13 вересня 1907 — квітень 1940) — польський академічний веслувальник.
Бронзовий призер Олімпійських Ігор 1932 року в складі розпашної четвірки зі стерновим.